# The Stubborn Moke
The Stubborn Moke è un cortometraggio muto del 1908 diretto da Lewin Fitzhamon.

## Trama
Un asino testardo finalmente si muove quando viene usato un motore a trazione.

## Produzione
Il film fu prodotto dalla Hepworth.

## Distribuzione
Distribuito dalla Hepworth, il film - un cortometraggio di 60,96 metri - uscì nelle sale cinematografiche britanniche nel gennaio 1908.
Si conoscono pochi dati del film che, prodotto dalla Hepworth, fu distrutto nel 1924 dallo stesso produttore, Cecil M. Hepworth. Fallito, in gravissime difficoltà finanziarie, il produttore pensò in questo modo di poter almeno recuperare il nitrato d'argento della pellicola.